# Arolla
Arolla (toponimo francese) è una frazione del comune svizzero di Evolène, nel Canton Vallese (distretto di Hérens).

## Geografia fisica

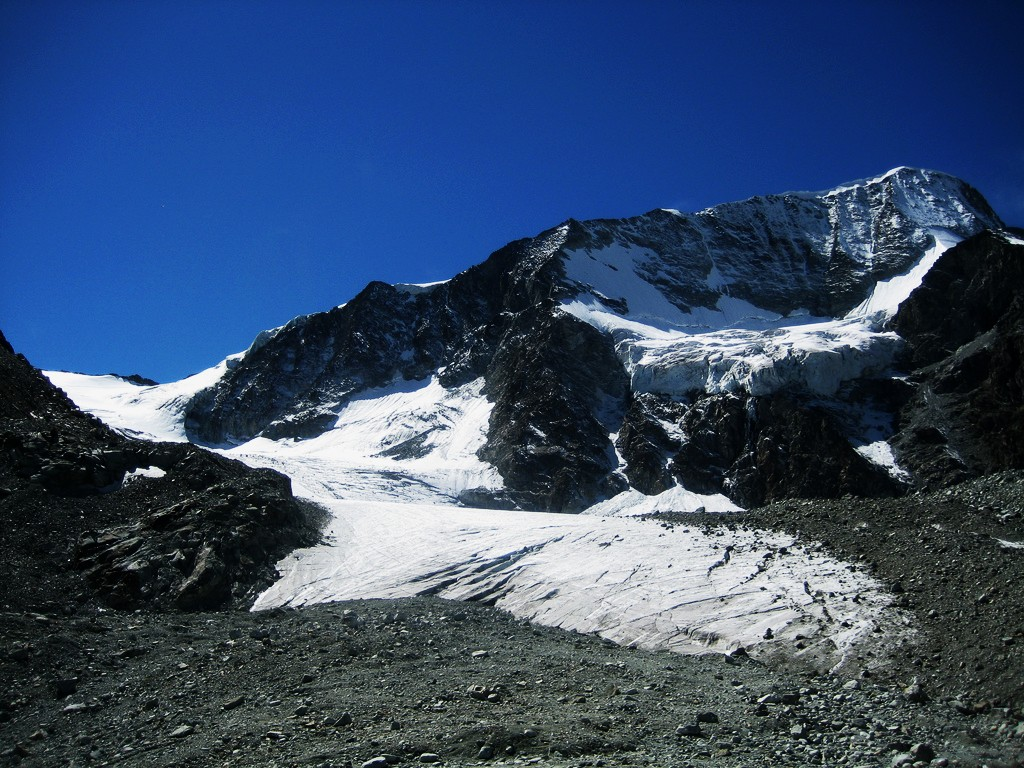
Il Pigne d'Arolla

Si trova alla testata della Val d'Hérens ed è sovrastata dai monti Collon (3 637 m s.l.m.), Aiguille de la Tsa (3 668 m s.l.m.), Evêque (3 716 m s.l.m.) e Pigne d'Arolla (3 796 m s.l.m.).

## Sport
Stazione sciistica, è il luogo di partenza della competizione di sci alpinismo Patrouille des Glaciers. È inoltre luogo di passaggio dell'Haute Route, alta via Chamonix-Zermatt, e del Tour del Cervino.